# Queça-Mau
Queça-Mau ist eine osttimoresische Aldeia im Suco Cassa (Verwaltungsamt Ainaro, Gemeinde Ainaro). 2015 lebten in der Aldeia 551 Menschen.

## Geographie und Einrichtungen
Die Aldeia Queça-Mau bildet den Norden des Sucos Cassa. Südlich befindet sich die Aldeia Lailima.  Im Norden grenzt Queça-Mau an die Sucos Mau-Nuno und, jenseits des Flusses Sarai, Ainaro. Der Sarai bildet mit dem von Norden kommenden Maumall den Buronuno, der im Osten der Grenzfluss zum Suco Suro-Craic und ein Nebenfluss des Belulik ist. Der Westgrenze entlang fließt der Mola und trennt Queça-Mau vom Verwaltungsamt Zumalai (Gemeinde Cova Lima), mit seinen Sucos Ucecai und Lour.
Entlang dem Buronuno führt die Überlandstraße von Cassa, dem Hauptort des Sucos, zur Gemeindehauptstadt Ainaro im Norden. An ihr steht das Dorf Faulata, wo es eine Grundschule gibt. Im äußersten Nordwesten liegt der Weiler Sivir.